# Herrn Arnes Schatz (1919)
Herrn Arnes Schatz ist ein schwedisches Filmdrama aus dem Jahre 1919 von Mauritz Stiller nach der gleichnamigen Vorlage von Selma Lagerlöf.

## Handlung
König Johann III. von Schweden muss feststellen, dass sich unter seinen schottischen Söldnern eine Rebellion abzeichnet, die sich zu einer ausgewachsenen Verschwörung entwickelt. Er lässt daraufhin den Aufstand blutig niederschlagen, die Söldner ausweisen und deren Anführer in den Kerker werfen. Drei Offizieren -- Sir John Archie, Sir Filip und Sir Donald -- gelingt jedoch die Flucht. Die Männer setzen sich nach Marstrand ab, einer Hafenstadt im äußersten Westen Schwedens und damals unter dänischer Herrschaft. Auf der Flucht dorthin gelangen sie zum Pfarrhaus von Herrn Arne von Solberga. Auf Herrn Arne, so geht die Sage, liege ein Fluch. Seinen großen Reichtum, den er besitzt, soll er während der Reformationszeit mit Raubzügen in den umliegenden Klöstern zusammengerafft haben. Seine Frau hat an diesem Abend eine schreckliche Vision von unbekannten Männern, die bereits ihre Messer wetzen, um sie alle umzubringen.
In der folgenden Nacht dringen tatsächlich die drei schottischen Offiziere in Herrn Arnes Haus ein und massakrieren fast die gesamte Familie. Lediglich die Tochter des Hauses, Elsalill, überlebt. Die schottischen Offiziere entwenden Herrn Arnes Silberschatz, ziehen damit auch seinen Fluch auf sich, und brennen das Gebäude nieder, nachdem sie das Pfarrhaus fluchtartig verlassen haben. Als die Bewohner der Nachbarschaft den Brand löschen wollen, finden sie Elsalill. Ein Fischer nimmt sich ihrer an und holt sie in sein Haus nach Marstrand. In der Stadt halten sich auch die drei mörderischen Schotten versteckt, in der Hoffnung, von dort demnächst mit einem Schiff in die alte Heimat zurücksegeln zu können.
Elsalill lernt vor Ort einen der drei schottischen Offiziere, den sie im Dunkel der Mordnacht nicht erkennen konnte, kennen. Es ist Sir John Archie. Beide jungen Leute verlieben sich ineinander. Doch eines Tages bekommt sie zufällig ein Gespräch der drei Söldneranführer mit, dem sie entnehmen kann, dass diese die Mörder ihrer Familie sein müssen. Sie informiert die örtlichen Behörden, doch die Mörder werden von anderen schottischen Söldnern beschützt, die hier ebenfalls auf eine Mitfahrgelegenheit nach Hause warten. Schließlich kommt es zu einem Kampf auf Leben und Tod. Sir Archie bereut seine Taten zutiefst und erklärt sich Elsalill. In dem Kampfgetümmel, das bei dem Versuch der Festnahme der Delinquenten entsteht, wird Elsalill schwer verwundet. Sie stirbt.
Das Meer vor Marstrands Gestaden ist zugefroren, und Archie entkommt über das gefrorene Eis zum vor Anker liegenden, aber eingefrorenen Schiff -- den Leichnam Elsalills mit sich führend. Gemäß einer alten Seemannsüberlieferung wird ein im Eis feststeckendes Schiff jedoch erst dann loskommen, wenn das Böse, das an Bord weilt, verschwindet und die Missetat gesühnt wird. Und so müssen die drei Mörder wieder von Bord. Elsalills Leichnam wird in einer andächtigen Prozession von grau-schwarz gewandeten Frauen zurück auf das Festland gebracht. Jetzt erst bricht das Eis, und das offene Meer gibt den Zugang für das Segelschiff frei.

## Produktionsnotizen
Die Dreharbeiten fanden vom 12. Februar bis 10. Mai 1919 in mehreren Teilen Schwedens statt. Die Uraufführung von Herrn Arnes Schatz war am 22. September 1919 in Stockholm. In Deutschland lief der Film am 28. Oktober 1921 an. Im Rahmen der Nordischen Filmtage in Lübeck wurde Herrn Arnes Schatz am 6. November 1983 in Deutschland wiederaufgeführt.
Dem Film lag die gleichnamige, im Oktober 1903 in Schweden geschriebene Novelle von Selma Lagerlöf zugrunde. Bereits während des Ersten Weltkriegs wurde aus Deutschland Interesse bekundet, den Film zu drehen. Daraufhin entschloss sich die schwedische Produktionsfirma AB Svenska Biografteatern, den Film selbst zu realisieren. Der Regisseur Victor Sjöström half Ende 1917 bei der Kontaktherstellung zwischen Lagerlöf und der Produktionsfirma. Unmittelbar zuvor, im Oktober 1917, wurde die Lagerlöf-Vorlage von Max Reinhardt in einer Bearbeitung von Gerhart Hauptmann als Winterballade am Deutschen Theater aufgeführt. Lagerlöf wiederum übersetzte Hauptmanns Version zurück ins Schwedische („Vinterballaden“) und organisierte die schwedische Theatererstaufführung elf Monate später in Göteborg (Ende September 1918 am Nya Teatern).
Die Filmbauten wurden von Alexander Bako und Axel Sørensen entworfen bzw. umgesetzt, die Kostüme stammen aus der Hand des berühmten dänischen Filmarchitekten Axel Esbensen, der auch für die Requisiten verantwortlich zeichnete.
Obwohl zunächst kein großer kommerzieller Erfolg, gelang es der schwedischen Verleihfirma, Herrn Arnes Schatz rund um den Erdball zu verkaufen. In der Folgezeit lief diese Großproduktion in Dänemark, Norwegen, Finnland, Estland, Lettland, Litauen, Großbritannien, Irland, den Niederlanden, Belgien, Frankreich, Italien, Schweiz, Spanien, Portugal, Deutschland, Polen, Tschechoslowakei, Österreich, Ungarn, Jugoslawien, Rumänien, Griechenland, der Sowjetunion, Türkei (europäischer Teil), Ägypten, Südafrika, Argentinien, Bolivien, Brasilien, Chile, Kolumbien, Ecuador, Guyana, Paraguay, Peru, Uruguay, Venezuela, Indien, Ceylon, Burma, China, Japan, Australien, Neuseeland und den Vereinigten Staaten an.
1954 inszenierte Co-Autor Molander ein von der Kritik weitaus schwächer aufgenommenes Remake unter demselben Titel. Dieser Film lief in Deutschland unter Verlorene Liebe.

## Kritik
Herrn Arnes Schatz gilt bis zum heutigen Tage als einer der bedeutendsten schwedischen Filme aller Zeiten und als der wichtigste Stummfilm des Landes. Dementsprechend überschlugen sich die Kritiken vor wie auch nach dem Zweiten Weltkrieg.
In Reclams Filmführer heißt es: „Ein eindringlicher Film, zweifellos Stillers Meisterwerk. Die Milieuschilderung schafft Atmosphäre und baut gleichsam den Hintergrund für das schwermütig-blutrünstige Geschehen, dem viragierte Szenen zusätzliche Akzente geben.“
Das große Personenlexikon des Films schreibt in der Biografie von Mauritz Stiller: „Sein gewaltiges Historienepos Herrn Arnes Schatz […] markierte nicht nur den künstlerischen Höhepunkt in Mauritz Stillers Œuvre, sondern überdies den des skandinavischen Stummfilms. Einige Sequenzen dieses Films gelten in ihrer Poesie und Dramatik als meisterhaft. Mit feierlicher Andacht gestaltete Stiller die berühmte Trauerzugszene über das Eis, bei der der aufgebahrte Leichnam der Heldin (Mary Johnson) zum festgefrorenen Schiff getragen wird, und erzielte mit diesem naturalistisch-stillen und weihevollen Arrangement ein Höchstmaß an Wirkung.“
In „Geschichte des Films“ wird Stillers Film in einen Kontext zu Victor Sjöströms Berg-Eyvind und sein Weib gesetzt: „Herr Arnes pengar (Herrn Arnes Schatz) ist neben Berg-Eyvind und sein Weib der zweite große Erfolg der schwedischen Schule. Auch dieser Film hat die Geschichte einer tragischen Liebe zum Thema, nur wird sie filmisch ganz anders erzählt. Stiller bettete die Geschichte von dem schönen schottischen Kapitän Sir John Archie und der Schwedin Elsalill in das Zeitbild der schwedischen Renaissance ein und stellte somit den gesellschaftlichen Bezug seiner Fabel her. […] Stiller arbeitete mit der Montage. Den Gehalt eines Ereignisses vermittelte er dem Zuschauer in dynamischen, spannungsgeladenen Bildern. […] Wie bei Sjöström spielt auch bei Stiller die Natur eine Hauptrolle. In den ersten Bildern schafft der Schnee die Atmosphäre der Handlung. Im tragischen Finale wird das Meer zum Mitwirkenden. Im  kleinen Hafen von Marstrand liegt das Schiff, das die Schotten in ihre Heimat zurückbringen soll. Es ist aber von Eisschollen eingekeilt. […] Als die Situation bis zum Äußersten gespannt ist, weil sich die Naturkräfte nicht bezwingen lassen, verbreitet sich in der Stadt die Nachricht, dass die Verbrecher fliehen wollen. Im Kampf mit der Stadtwache kommt Elsalill ums Leben und Sir John Archie wird gefangengenommen. Ein langer Zug graugekleideter Frauen kommt auf das Schiff, um den Leichnam Elsalills entgegenzunehmen, das Eis birst, und das besetzte Schiff beginnt sich zu bewegen. Zu spät hatte sich das schweigende, unheilvolle Meer gemeldet.“
In Buchers Enzyklopädie des Films ist zu lesen: „Der Film, der ursprünglich von Vicor Sjöström inszeniert werden sollte, bedeutete für Stiller die Abkehr von den eleganten Komödien, die seine Spezialität waren. Die von einem gewaltigen Fatalismus durchzogene Handlung wird gekonnt zu der verschneiten Landschaft in Beziehung gesetzt, in der sie spielt. Besonders eindrucksvoll ist die abschließende Prozession der schwarzgekleideten Figuren, die Elsalills Bahre über das Eis folgen.“
Heinrich Fraenkels Unsterblicher Film resümiert mit Blick auf die Prozessionszug-Szenerie: „Ein Stimmungsgemälde ohnegleichen malte die Kamera mit diesem Bild aus dem Schwedenfilm Herrn Arnes Schatz. Erschütternd ist mit einfachsten Mitteln der Schmerz dieser Stunde gestaltet, und man meint fast körperlich die unendliche Stille zu spürten, durch welche der Trauerzug mit der Bahre Elsalills seinen Weg nimmt. Schon 1919 schuf Mauritz Stiller nach Selma Lagerlöfs Erzählung diesen Film, und eine ganze Generation von Regisseuren hat daraus gelernt.“
Das Lexikon des Internationalen Films schrieb: „Ausgehend von einer Geschichte von Selma Lagerlöf, schuf Stiller (1883–1928) ein düsteres Traumspiel zwischen Mystik, Naturgläubigkeit und strengem Sittenkodex. Die vom Schwedischen Filminstitut restaurierte Fassung des bedeutenden Films läßt Stillers Gestaltungsvermögen aufs beste erkennen.“

## Neuverfilmung
Gustaf Molander, der für den hier beschriebenen Film am Drehbuch mitgewirkt hatte, inszenierte 1954 ein Remake unter dem gleichen Titel.